# Lü Xiuzhi
Lü Xiuzhi, född 26 oktober 1993, är en kinesisk friidrottare.
Xiuzhi blev olympisk bronsmedaljör på 20 kilometer gång vid sommarspelen 2016 i Rio de Janeiro.